# Astronauta fantasma
Se llama astronautas fantasma a los astronautas que supuestamente han viajado al espacio exterior y fallecido en acto de servicio, pero cuya existencia nunca ha sido admitida oficialmente.
La mayor parte de esos rumores se relacionan con la Unión Soviética al desarrollarse su  programa espacial en el contexto de la Guerra Fría y la política de secretismo que todas las investigaciones de vanguardia tecnológica llevan asociada. En muchos casos se han desarrollado rumores y noticias de índole propagandista tendentes a desprestigiar al enemigo o a atribuirse méritos, se tomaron como ciertas historias de ficción realizadas para los medios escritos o audiovisuales o se crearon leyendas urbanas. Varias fuentes consideran que no hubo más astronautas muertos que los reconocidos oficialmente por los Estados Unidos y la Unión Soviética. 
Estas historias pueden dividirse en las siguientes categorías:
- Personas reales que tuvieron relación con el programa espacial y murieron en acto de servicio, pero que no fueron astronautas ni murieron en el espacio.
- Misiones reales no tripuladas, en las que se especuló con la posibilidad de que hubieran sido tripuladas.
- Historias inventadas con el objeto de hacerlas pasar como reales.
- Bromas y sátiras tomadas como reales.
- Historias de ficción tomadas como reales.
- Malinterpretación de escuchas radiofónicas.

## Historias

### Astronauta mecánico (maniquí)
El Mechanical Astronaut Simulator fue un maniquí que simulaba a un astronauta real a bordo de dos vuelos de prueba del Proyecto Mercury (abril y septiembre de 1961). El maniquí era capaz de inhalar y exhalar aire, generar calor y producir vapor de agua.

### Alekséi Belokoniov (supuesto mensaje desesperado)
En 1959 la publicación Ogoniok llevó un artículo titulado Vuelos a gran altura en el que tres pilotos llevaban equipos de soporte vital, entre los que se encontraba Alekséi Belokoniov. Un periodista de Associated Press consideró que se trataba de cosmonautas entrenándose.
En marzo de 1965 el periódico italiano Corriere della Sera publicó unas supuestas intercepciones radiofónicas de noviembre de 1962, en las que se oía cómo un grupo de cosmonautas soviéticos (entre los que figuraba Belokoniov) emitía un desesperado mensaje que nadie en tierra parecía escuchar.[cita requerida]
La historia sirvió como base a la novela Autopsy for a Cosmonaut de 1969.

### Boris 504 (historia de ficción)
En 1999 el historiador espacial Dwayne Allen Day publicó un artículo satírico sobre un supuesto chimpancé que había logrado descender en la Luna a bordo de la sonda Luna 15. Aunque la sonda se había estrellado, el chimpancé habría sobrevivido algún tiempo en la superficie lunar. El artículo, cuyo relato de los heroicos esfuerzos del chimpancé resultaba una parodia de la propaganda soviética de la época, fue tomado como verídico por algunos medios.

### Cheng Long (atribución errónea del nombre de un astronauta)
Cheng Long era, según algunos medios, uno de los 14 taikonautas chinos que estaba siendo entrenado en Rusia en 1996 para convertirse en el primer chino en ir al espacio. En realidad Cheng Long era una incorrecta traducción de Li Qinglong, que tampoco ha volado al espacio.

### Randy Claggett & Paul Linley (ficción)

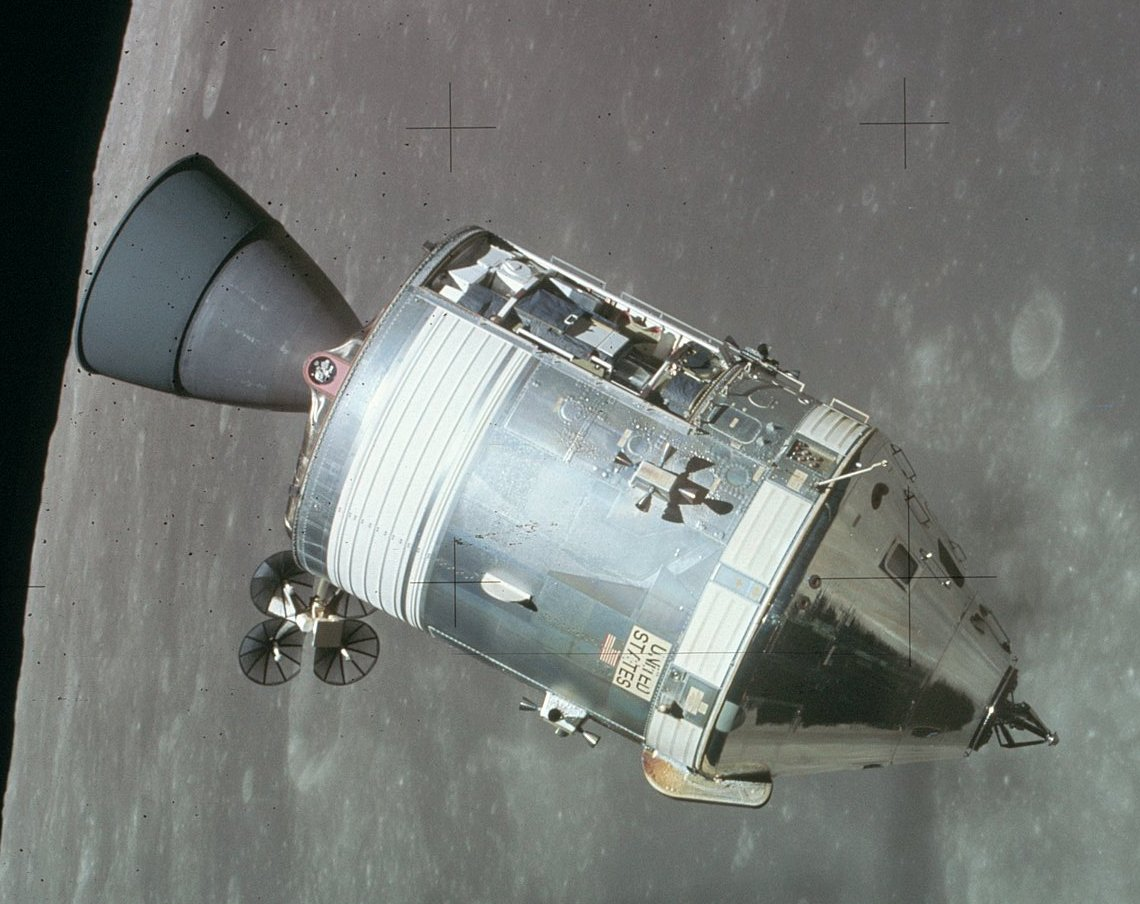
El módulo de mando de la Apolo 15 en órbita lunar.

El escritor James Michener realizó una novelización del programa espacial de Estados Unidos llamada Space. En 1985 las novelas se convirtieron en fuente para una miniserie de televisión del mismo nombre. Al final de ambas aparece una ficticia misión Apolo 18 a la cara oculta de la Luna en la que, mientras intentaban ascender de la superficie lunar para escapar de una violenta erupción solar, los astronautas morían debido a síndrome de intoxicación por radiactividad. Algunas personas tomaron esta ficticia misión como real.

### Piotr Dolgov(accidente ficcionado)
Piotr Dolgov es posiblemente el cosmonauta fantasma con más consistencia real. Aunque a veces se le haya calificado como cosmonauta, en realidad hay que decir que trabajaba para el programa espacial (Instituto de Aviación y Medicina Espacial), aunque no llegara a prepararse para ir al espacio. Dolgov murió el 1 de noviembre de 1962 en una prueba de los trajes espaciales que se usaban en el programa Vostok. Ascendió hasta más de 28 km de altura en un globo y saltó con el traje espacial. Sin embargo, un objeto impactó contra el visor y lo rompió, por lo que se perdió el aire almacenado en el traje. Dolgov fue encontrado muerto en el suelo, asfixiado.
El autor del libro Stranger than truth logró oír hablar de Dolgov, pero publicó que había efectuado un vuelo espacial real el 11 de octubre de 1960. Aseguró que dicho vuelo había sido seguido por más de 20 minutos por estaciones de radio en Turquía, Japón, Suecia, Inglaterra e Italia.

### Enano del KGB (ficción)
La misión Lunojod 1 descendió sobre la Luna en noviembre de 1970. Se trataba de un todoterreno que circuló por la superficie lunar durante varios meses, tomando datos científicos de la misma. La "versión oficial", sin embargo, no fue creída por algunos ciudadanos soviéticos, que eran escépticos ante la capacidad de su país para hacer circular un todoterreno en la Luna. Entre estos ciudadanos comenzó a correr el rumor de que en realidad el Lunojod 1 estaba siendo pilotado por un agente enano del KGB, que se había embarcado en una misión suicida, aunque este rumor no aclaraba cómo se las habían ingeniado para meter en el pequeño todoterreno los víveres precisos para los once meses que duró la misión.

### Ígor Fedrov (ficción)

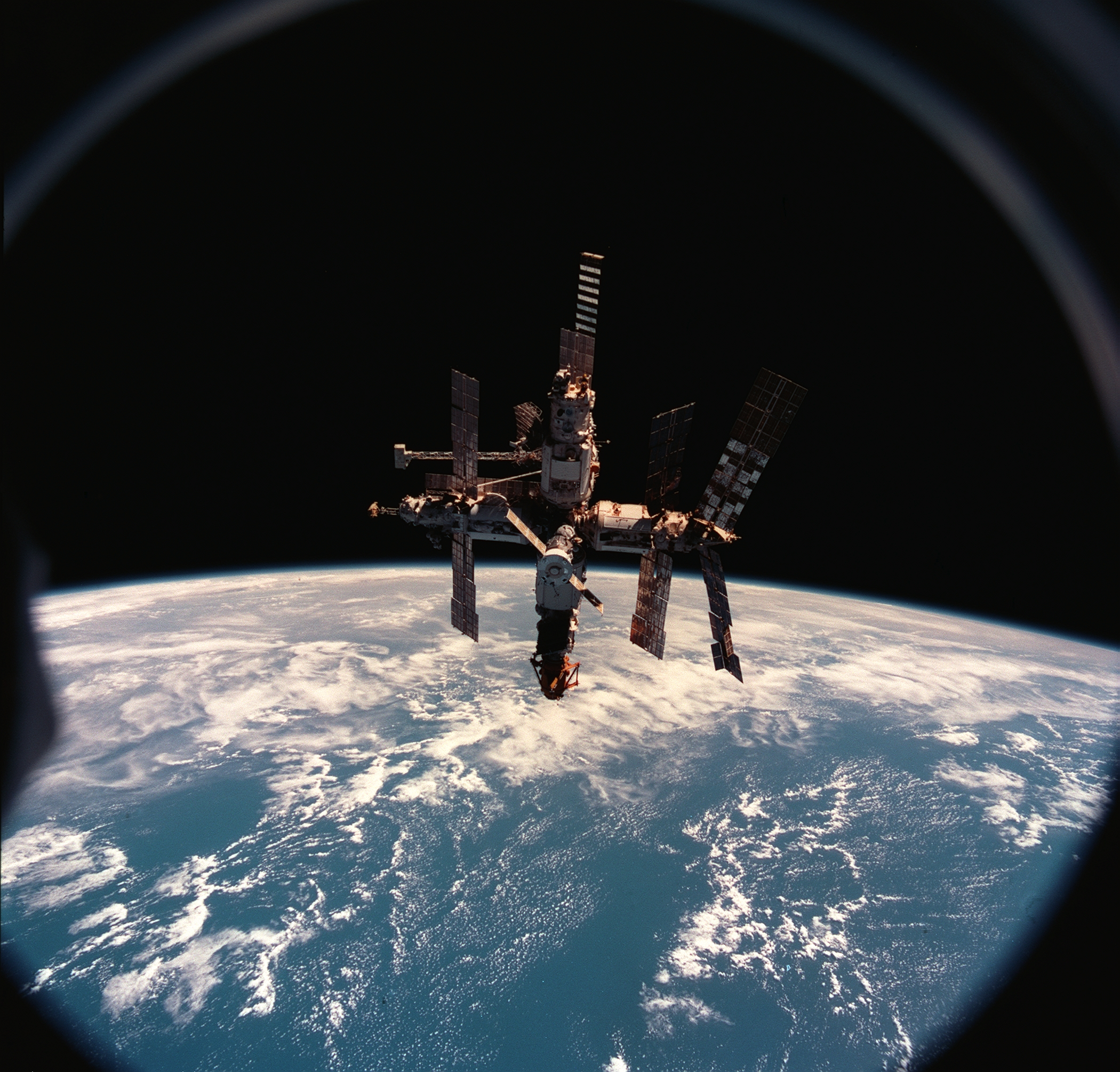
La Mir vista desde el transbordador espacial Discovery en 1998.

La historia nace del hecho real de que durante la desintegración de la Unión Soviética en 1991 los suministros a la estación espacial Mir se hicieron muy irregulares, hasta el punto que se llegó a pensar en abandonar la estación o a que se dijera que los cosmonautas habían quedado "abandonados".
En 1998 empezó a correr el rumor de que ese "abandono" había sido real. La historia sirvió como base al cortometraje noruego Kosmonaut, que se presentó en el Festival de Venecia en el 2001. En Kosmonaut se narraba la historia de Igor Fedrov que, tras haber sido abandonado en la Mir, intentaba aterrizar, muriendo en el intento.

### FM-2 (maniquí)

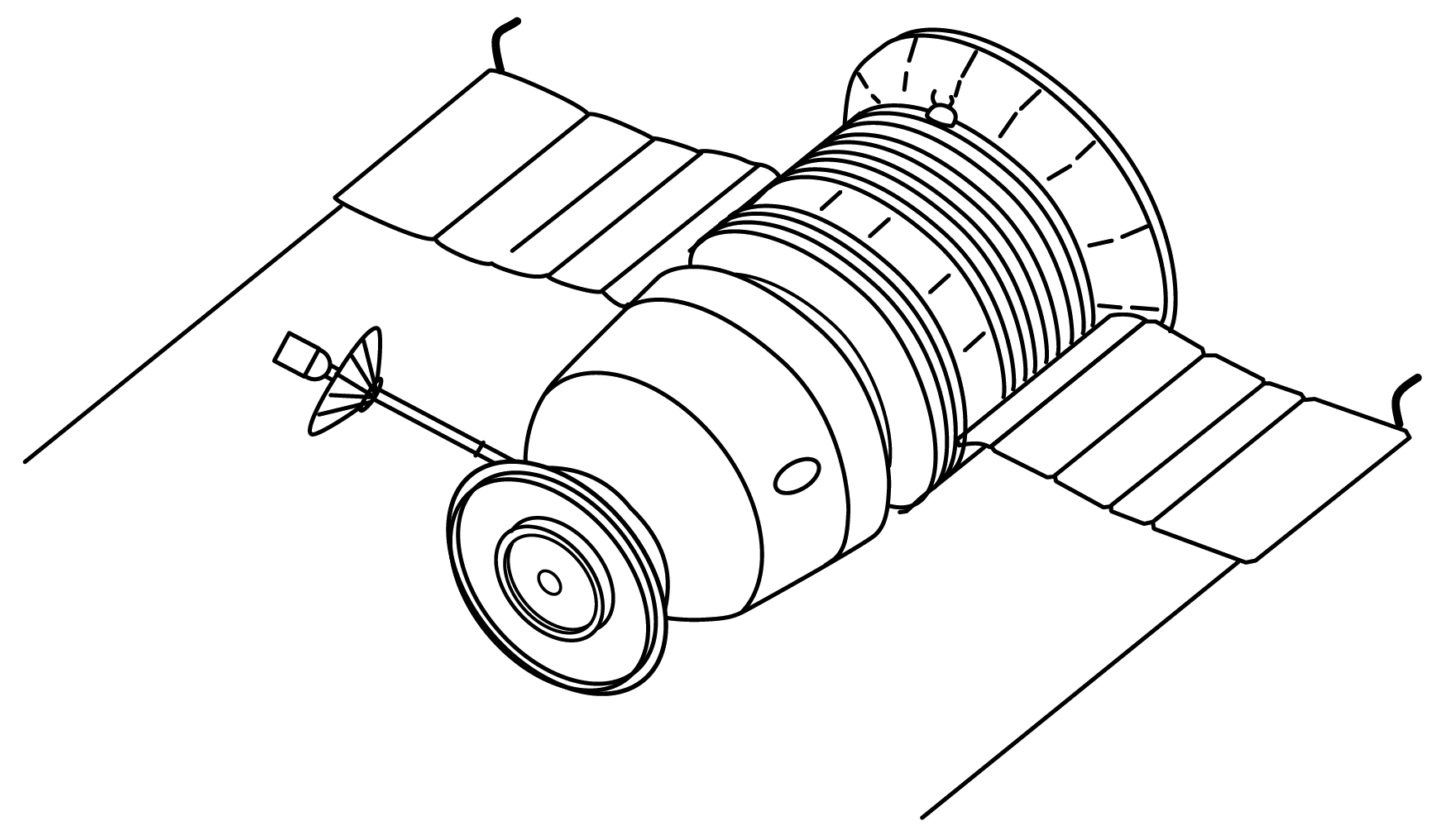
Una de las naves Zond.

FM-2 fue un maniquí usado en el vuelo de la Zond 7 para estudiar los efectos del vuelo hacia la Luna en el organismo humano.

### Walter Frisbee (ficción)
Walter Frisbee fue una broma gastada a los periodistas por James Lovell y Peter Conrad, astronautas de la NASA, a la que se unieron el resto de astronautas del grupo. Estos hicieron creer a la prensa que existía un décimo miembro del cuerpo que sobresalía por su excelencia y valor, pero que no podía localizárselo por encontrarse efectuando un exótico entrenamiento. En cuanto la broma saltó a la imprenta como si fuera real la NASA ordenó detenerla.

### Grachov (noticia falsa)
En 1958 la publicación Ogoniok llevó un artículo titulado Vuelos a gran altura en el que tres pilotos llevaban equipos de soporte vital, entre los que se encontraba Grachov. Un periodista de Associated Press consideró que se trataba de cosmonautas entrenándose.
Posteriormente el nombre de Grachov empezó a circular en listas de cosmonautas muertos, aunque no se supiera la fecha ni nombre del vuelo. El 16 de noviembre de 1962 la agencia italiana de noticias Continentale anunció, citando "individuos de alto rango" como fuente, que dos cosmonautas soviéticos habían desaparecido en otoño de 1961 a bordo de la Vostok 3, cuyo objetivo era sobrevolar la Luna y regresar a la Tierra. Sin embargo el vehículo había desaparecido sin que nadie encontrara explicación.
Grachov aparece en los diarios de Nikolái Kamanin como cosmonauta fallecido, aunque no trabajara realmente como tal, sino en el Instituto de Aviación y Medicina Espacial. En la época de su supuesto vuelo la URSS carecía de la capacidad necesaria para llevar a cabo tal misión.
Curiosamente, la URSS bautizó a un cráter de la cara oculta de la Luna con el nombre de Grachov, aunque se trata de un homenaje a un ingeniero de motores de cohete.

### Alekséi Grachov (noticia falsa)
En abril de 1965 la publicación Readers Digest publicó la historia de unas supuestas intercepciones italianas del 28 de noviembre de 1960 en las que se escuchaba un SOS procedente de un punto estacionario del cielo. Concluyeron que se trataba de un cosmonauta que había sido lanzado hacia la Luna y asociaron el nombre de Alekséi Grachov al vuelo.
No obstante, la URSS carecía de capacidad de realizar semejante misión en la época.

### Miria Gromova (noticia falsa)
En diciembre de 1959 la agencia italiana de noticias Continentale informó de una serie de muertes de cosmonautas fallecidos en vuelo suborbital entre los que se encontraba Miria Gromova, que supuestamente habría pilotado algún tipo de "avión espacial".
Tras la Glásnost no se encontraron evidencias a favor de estos hechos.

### Roger Healey (ficción)
Roger Healey es un astronauta de ficción interpretado por el cómico Bill Daily en la serie Mi Bella Genio, que se emitió en la NBC entre 1965 y 1970. Volvió a encarnar el papel en I dream of Jeannie: 15 years later (1985) y I still dream of Jeannie (1991).
En su ficticio curriculum figura la misión Gemini XIII, la Apolo AAP-1 y la Apolo AAP-2. Intentó volar en el transbordador y le fue asignada la misión STS-71-P, cancelada tras el accidente del Challenger. Finalmente se retiró de la NASA en 1991.

### Vladímir Sergéyevich Iliushin(ficción)
De todos los cosmonautas fantasma, Vladímir Sergéyevich Iliushin es uno de los más sólidos ya que es una persona real con un extenso currículum en el campo de la aviación e incluso algunas fuentes alegan que él mismo ha confirmado la historia. Por todo ello la historia de su supuesto vuelo se ha mantenido, con altibajos, durante más de cuarenta años.
Nació el 31 de marzo de 1927. Hijo del prestigioso diseñador de aviones Iliushin, se convirtió en piloto de pruebas, alcanzando numerosas condecoraciones y ascendiendo más rápido de lo permitido hasta su retiro en los 80.
El 11 de abril de 1961 Dennis Ogden, corresponsal en Moscú del Daily Worker extendió el rumor de que el 7 de abril había volado un cosmonauta al espacio y había dado tres vueltas a la Tierra pero que tras su regreso había padecido las secuelas psicológicas del viaje. El cosmonauta se decía que era piloto de pruebas e hijo de un eminente diseñador de aviones. Las autoridades soviéticas ni confirmaron ni desmintieron la noticia. El corresponsal francés Eduard Brobovsky encontró el nombre del supuesto cosmonauta: Vladímir Iliushin. La Casa Blanca se hizo eco de los rumores y afirmó que no tenía datos de ningún lanzamiento soviético en esa fecha.

Esquema de una nave Vostok, como la que supuestamente habría enviado a Iliushin al espacio.

Apenas un día después, el 12 de abril, la Unión Soviética informaba del lanzamiento del primer cosmonauta de la historia: Yuri Gagarin, a bordo de la Vostok 1. A pesar de eso los rumores sobre Iliushin persistieron, el US News and World Report alegó que había sido él el primer cosmonauta pero, dado su estado mental, se había realizado un montaje para que alguien más presentable (Yuri Gagarin) apareciese ante la opinión pública.
La historia fue yendo y viniendo. En los 60 el ufólogo Frank Edwards se hizo eco de ella. En 1964 Iliushin apareció en el Libro Guinness de los récords. Y en la época del aterrizaje del Apolo 11 también volvió a circular el rumor.
En 1967 el historiador espacial Kenneth Gatland recogió la historia y la clasificó como leyenda urbana.
En 1990, con la glásnost, Isztvan Nemeri publicó en Hungría: Gagarin: una mentira espacial. En ella repite la historia, pero añade que Iliushin fue asesinado en 1961 mediante lo que pareció un accidente de tráfico y que Gagarin fue retirado de la vida pública mediante un accidente aéreo simulado en 1968 y pasó el resto de sus días en un hospital psiquiátrico hasta su fallecimiento en 1990.
En 1999, asesorado por Paul Tsarinsky, Elliott H. Haimoff produjo un documental sobre el vuelo de Iliushin, que fue emitido por televisiones de Estados Unidos (NBC, Discovery Channel, Horizon) y Canadá (Canada Broadcasting Corporation). El documental no aporta pruebas directas del supuesto vuelo espacial de Iliushin ni de su entrenamiento o pertenencia al cuerpo de cosmonautas soviético. En cambio, se muestran imágenes pertenecientes a otros vuelos y otras personas. Se entrevista a dos prominentes científicos rusos (Roald Sagdéyev y Sergéi Jrushchov) que hablan de la Unión Soviética en general, pero no dicen una sola palabra sobre Iliushin.
Las únicas pruebas aportadas por el documental son:
- Entrevista con Denís Ogden, que inició el rumor.
- Entrevista con el capitán Anatoli Grushchenko, que afirma haber filmado el lanzamiento de la nave de Iliushin.
- Entrevista con Tom Maggard, que no es testigo directo de nada sino que repite lo dicho por otros.
- Entrevista con Gordon Feller, quien afirma haber visto documentos en el Kremlin que contienen información sobre el vuelo de Iliushin.

Iliushin no es entrevistado en el documental. Los productores afirman que estaba dispuesto a colaborar, pero al final prefirió guardar silencio.
Los críticos al respecto, como James Oberg afirman que no hay ninguna evidencia que confirme esta historia. Los documentos oficiales de la URSS sobre su programa espacial están desclasificados hace tiempo y no se hace ninguna mención a Iliushin como cosmonauta, ni a ningún vuelo de las Vostok el 7 de abril, ni hay ningún escrito o testimonio (salvo el del capitán Grushchenko), que afirme que dicho vuelo existió. Hay pruebas de que Iliushin había padecido un accidente de tráfico y en el momento de su supuesto vuelo estaba en China, recuperándose en un complejo, y necesitaba bastón para caminar. Además, la ex-URSS ha admitido cosas mucho peores, por lo que no parece muy creíble que precisara mantener un secreto así.

### Iván Istochnikov (ficción)
Iván Istochnikov es uno de los cosmonautas fantasma más conocido. Según algunos medios de prensa españoles, fue lanzado al espacio en 1968 en la Soyuz 2 con el objetivo de acoplarse con la Soyuz 3. A bordo iban el cosmonauta Iván Istochnikov y el perro Kloka. Sin embargo, se perdió contacto con la Soyuz 2 y, cuando la Soyuz 3 la tuvo a la vista, se observó que su casco había sido perforado, posiblemente por un micrometeorito. Cuando la Soyuz 3 se acopló a la nave la encontró vacía, a excepción de una nota en una botella de vodka, lo cual llevó a especular con una posible abducción extraterrestre. Las autoridades soviéticas ocultaron los hechos, dijeron que la Soyuz 2 no había sido tripulada, borraron la imagen de Istonichkov de las fotografías y amenazaron a quienes conocían la historia para que no hablaran. Finalmente, con la Glasnost, el periodista Mike Arena encontró datos en material comprado en una subasta de Sotheby's en 1993 y, a partir de allí, pudo recopilar la historia. 

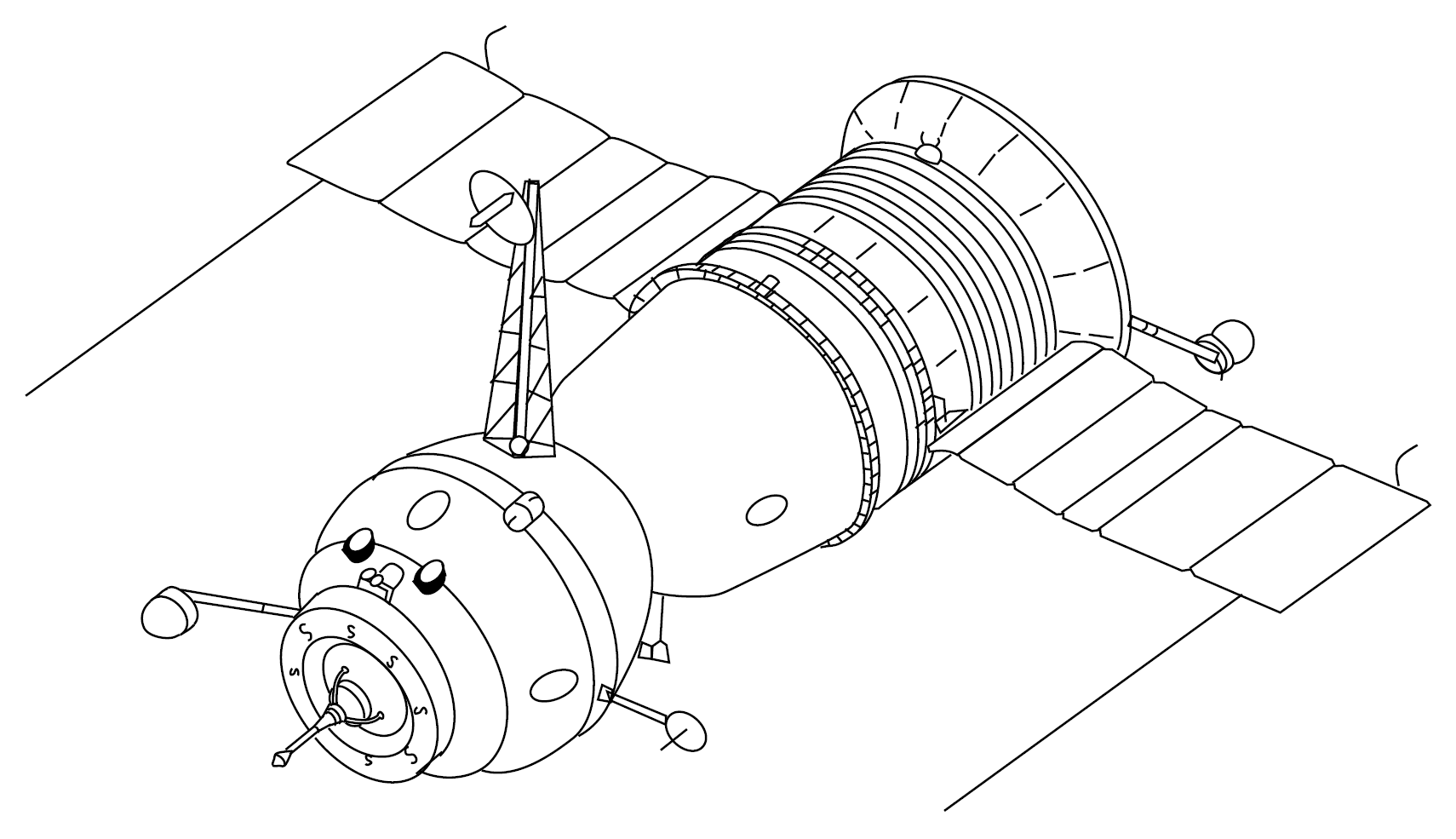
Esquema de una nave Soyuz, como la que supuestamente habría llevado a Iván Istochnikov.

En realidad Iván Istonichkov fue creado por el fotógrafo español Joan Fontcuberta en 1997 para la Fundación Telefónica con el objeto de presentar la historia en exposiciones, la primera de las cuales fue en el Museo Nacional de Arte de Cataluña, posteriormente en Madrid y en Pamplona, para después seguir en otros lugares del mundo como la Universidad de Brown.
En la exposición se exhiben fotografías del cosmonauta (en realidad se trata del propio Joan Fontcuberta, de hecho, Iván Istochnikov es la traducción al ruso de su nombre, que español sería "Juan Fuentecubierta"), de la misión y se ofrecen numerosas imágenes (montajes y fotos de otras misiones), y detalles técnicos, muchos de los cuales son erróneos. La exposición ganó el Premio Nacional de Fotografía en 1998.
A pesar de los errores y de que tanto en la web, la exposición, el librito que acompaña la exposición y el libro que puede adquirirse había una advertencia que decía "Todo es ficción", la historia fue tomada como cierta por numerosos medios de comunicación. Entre ellos, por ejemplo, Telecinco (España) y la revista mexicana Luna Correa. Otros medios como el periódico español El Mundo siguieron el juego, presentando la historia para al final avisar que no era real. La verosimilitud fue tal que llegó a presentarse en el Planetario de Pamplona un técnico de seguridad nuclear con un contador Geiger para averiguar si era cierto que el micrometeorito que chocó contra la Soyuz 2 era radiactivo, como se afirmaba en la nota de prensa. En junio de 2006 el programa Cuarto Milenio, presentado por Íker Jiménez, volvió a presentar la historia como verídica, aunque una semana más tarde reconoció que los espectadores habían escrito al programa para avisar del error.

### Iván Ivánovich (maniquí)
Iván Ivánovich es el nombre que recibió el maniquí que viajó al espacio por dos veces (9 de marzo de 1961 en la Korabl-Sputnik 4 y 25 de marzo de 1961 en la Korabl-Sputnik 5). En ambos casos se trató de vuelos de prueba de la nave Vostok para poderla considerar apta para acoger personas a bordo. Ivánovich estuvo acompañado en cada vuelo por un perro (Chernsuhka en el primero y Zviózdochka en el segundo). Para evitar posibles malentendidos en caso de que el maniquí fuera recuperado por campesinos (como que fuera tomado por un cosmonauta muerto o un extraterrestre) llevaba escrita en el casco la palabra rusa maket (maniquí).

### Iván Kachur (noticia falsa)
En 1959 la publicación Ogoniok llevó un artículo titulado Vuelos a gran altura, en el que tres pilotos llevaban equipos de soporte vital, entre los que se encontraba Iván Kachur. Un periodista de Associated Press consideró que se trataba de cosmonautas entrenándose.
Entre septiembre y octubre de 1960 comenzaron a extenderse rumores que hablaban de un inminente lanzamiento soviético, que coincidiría con la visita de Nikita Jrushchov a Nueva York. Sin embargo, al llegar el momento esperado, los soviéticos no hicieron ningún anuncio. Algunos periodistas especularon entonces que los soviéticos habían intentado enviar un cosmonauta al espacio, pero que el vuelo había fracasado, de ahí el silencio. El nombre de Iván Kachur apareció como el supuesto protagonista de tal viaje.
Hoy en día se sabe que en realidad el importante lanzamiento que esperaban anunciar los soviéticos mientras Jruschov estaba en Nueva York era el de la primera sonda a Marte. Dado que fue un fracaso no se mencionó.

### Alekséi Ledovski (noticia falsa)
En diciembre de 1959 la agencia italiana de noticias Continentale informó de una serie de muertes de cosmonautas fallecidos en vuelo suborbital, entre los que se encontraba Alekséi Ledovski. En realidad los soviéticos sí llegaron a pensar en realizar vuelos suborbitales antes de proceder al vuelo orbital, aunque finalmente optaron por encarar directamente este último. Sí se hicieron vuelos suborbitales con animales, que comenzaron el 27 de agosto de 1958, mediante un cohete R-5. Sin embargo, la cápsula era demasiado pequeña para que cupiera un ser humano dentro.

### Ludmila Tokova (noticia sin resolver)
En marzo de 1960 el periódico italiano Corriere de la Sera publicó una serie de intercepciones radiofónicas en las que se escuchaba en mayo de 1960 (posteriormente se diría que fue en noviembre de 1960), cómo una mujer cosmonauta llamada Ludmila Tokova informaba de las crecientes temperaturas que soportaba su cápsula durante la reentrada, con expresiones calificadas como "de pavor". La transcripción fue acogida con escepticismo, pues otros no fueron capaces de entender nada. Los dueños de las cintas de grabación, los hermanos italianos Judica-Cordiglia, mostraron las grabaciones a la NASA. No hay datos de que ese lanzamiento orbital fuera realizado. Se dice que en la grabación se escuchaba a Ludmila pedir ayuda, ya que su cabina se estaba incendiando. Podría ser que al día de hoy, su cuerpo sin vida este vagando libremente por el espacio.

### Gennadi Mijáilov (noticia falsa)
A finales de 1959 un periódico moscovita mostró una fotografía de Mijáilov probando equipo para el vuelo a gran altura. Reader's Digest en 1965 publicó la sensacional historia de unas intercepciones italianas entre las cuales figuraba un supuesto electrocardiograma recibido del espacio en febrero de 1962. Inmediatamente se especuló con un posible vuelo tripulado fallido, en el que habría estado Mijáilov.
La historia se embelleció aún más con la obra del ufólogo Frank Edwards, que en su libro Strange World escribió que en febrero de 1961 dos cosmonautas (un hombre y una mujer) despegaron a bordo de una nave de tipo "Luna" con el objetivo de sobrevolar la Luna. La nave no fue capaz de abandonar la órbita terrestre, pero los cosmonautas lograron controlarla hasta una semana más tarde cuando se recibió una extraña comunicación de los cosmonautas, que dijeron que había algo fuera de la nave y que debían decirlo al mundo. Según Edwards, no se volvió a saber de ellos.
En realidad en la fecha en la que se supuestamente voló Mijáilov la URSS intentó lanzar una sonda Venera a Venus. Mijáilov, en efecto, murió en un campo relacionado con la carrera espacial, pero no era cosmonauta sino que trabajaba en el Instituto de Aviación y Medicina Espacial.

### Andréi Mikoyán (ficción)
En el año 2000 circuló una historia en la Agencia Espacial Europea sobre dos cosmonautas rusos que habían viajado hacia la Luna en 1969 pero, debido a una avería, no habrían podido colocarse en órbita lunar, por lo que se habrían pasado de largo.
En realidad la historia se basa en la serie de televisión The Cape. En uno de los episodios, llamado Buried in Peace (emitido por primera vez en 1996), un transbordador espacial se encuentra una nave soviética a la deriva. Al entrar en ella se encuentran con la tripulación fallecida a bordo, entre los que se encuentra Andréi Mikoyán (interpretado por Tom Nowicki).

### Andréi Mitkov (noticia falsa)
En diciembre de 1959 la agencia italiana de noticias Continentale informó de una serie de supuestos cosmonautas muertos en vuelo suborbital. Entre ellos se encontraría Mitkov, presuntamente fallecido en 1959, pero nunca se ha encontrado evidencia a favor de ello.

### Anthony (Tony) Nelson (ficción)

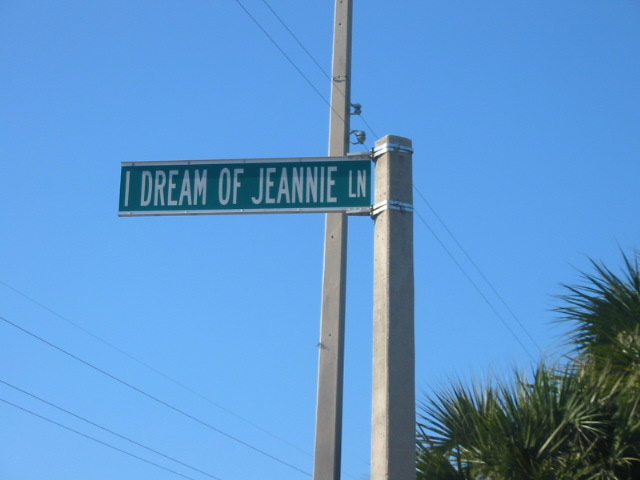
Calle de Cocoa Beach en honor a la serie.

Tony Nelson es un astronauta de ficción interpretado por el actor Larry Hagman en la serie Mi Bella Genio que se emitió en la NBC entre 1965 y 1970. Al contrario que Roger Healey, no participó en los remakes de 1985 y 1991.
En su ficticio curriculum figuran dos misiones Mercury, la Gemini XIII, la Apollo AAP-1, la Apollo AAP-2 y el transbordador en las misiones STS-51 y STS-46, retirándose a finales de 1991.

### Serenti Shiborin (noticia falsa)
El pionero de la carrera espacial Hermann Oberth anunció en 1959 que un piloto soviético había fallecido en un vuelo suborbital efectuado desde Kapustin Yar, aunque no dijo cuál era su fuente. En diciembre de 1958 la agencia italiana de noticias Continentale dio una serie de nombres de cosmonautas supuestamente fallecidos, entre los que se encontraba Shiborin. Con posterioridad no se han encontrado datos que apoyen esta hipótesis.

### Porfiri Yebenov (noticia falsa)

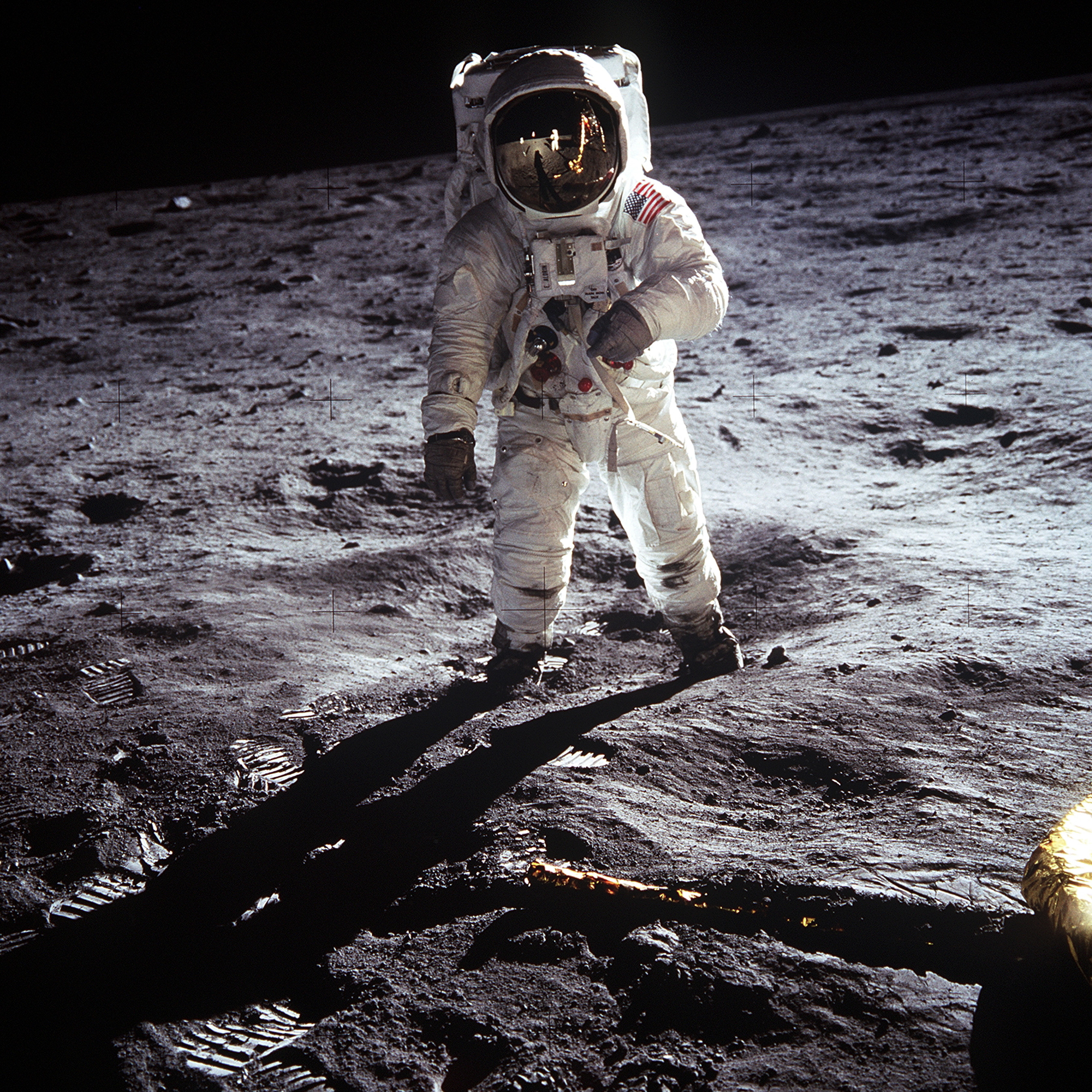
Según la leyenda, Profiri Yebenov ayudó a los astronautas del Apolo 11 a volver a casa. En la foto, Edwin Aldrin.

En Moscú circuló una leyenda urbana según la cual de que los astronautas del Apolo 11 quedaron varados en la Luna debido a una avería de un motor y que un cosmonauta ruso, Porfiri Yebenov, que había quedado atrapado en la Luna anteriormente les ayudó a reparar la nave para que pudieran volver a la Tierra. El relato es cómico ya que Yebenov significa "jodido" en ruso.
En la vida real el cosmonauta ruso Gregori Grechko llegó a preguntar a Edwin E. Aldrin si la historia era cierta. Aldrin, sorprendido, negó la historia, reiterando que no encontró seres humanos o vida nativa en la Luna.

### V Zavadovski (noticia falsa)
A finales de 1959 un periódico de Moscú mostró una fotografía de Zavadovski probando equipo para vuelo a gran altura. Un periodista de Associated Press consideró que se trataba de cosmonautas entrenándose.
Zavadovski comenzó a circular en listados de "cosmonautas muertos", aunque no se le pudiera asociar fecha o vuelo concreto. Finalmente, en febrero de 1962 la agencia de noticias Reuters informó que el coronel Barney Oldfield de Fort Worth, US Air Force Command les había revelado que en mayo de 1960 la URSS había lanzado una cápsula espacial, posiblemente tripulada.
En realidad el vuelo al que se refería Reuters era el de la cápsula Korabl-Sputnik 1, que era el primer prototipo de nave tripulada aunque no llevaba escudo de reentrada. Al intentar realizar la maniobra de frenado para que reingresara en la atmósfera terrestre, el sistema de orientación no funcionó debidamente y, en vez de bajar, la cápsula subió aún más, quedándose varada en el espacio.